# برايان ميرفي (سياسي)
برايان ميرفي هو سياسي كندي، ولد في 17 مارس 1961 في مونكتون في كندا. حزبياً، نشط في الحزب الليبرالي الكندي. وقد انتخب عضو مجلس العموم الكندي عن دائرة Moncton—Riverview—Dieppe ‏ (23 يناير 2006 – 5 فبراير 2011).